# La Baraque (Louvain-la-Neuve)
Pour les articles homonymes, voir Baraque.
La Baraque est un quartier autogéré de la ville de Louvain-la-Neuve en Belgique.

## Historique
À l'origine, le hameau de La Baraque, idéalement situé sur la chaussée entre Bruxelles et Namur, faisait office de relais. Les plus anciennes traces remontent au XVIIe siècle.
Lors de l'installation de l'Université catholique de Louvain à Louvain-la-Neuve, en 1971, le quartier de La Baraque, seul hameau existant sur le site d'implantation de l'université, était destiné à la démolition. Quelques habitants, résistant à la pression de l'université, refusèrent l'expropriation. Ne voulant pas quitter leurs maisons, ils s’opposèrent à la politique d'urbanisation de la ville qui prévoyait de tout démolir et de bâtir du neuf. Au premier rang de ces opposants on trouvait un ouvrier des papeteries de Mont-Saint-Guibert, syndicaliste, Jules Casse. Dans un premier temps ils obtinrent la révision du Plan particulier d'aménagement, le PPA10.
Autour d'eux s'est rapidement (1974-1975) constitué un groupe de personnes (au départ principalement des étudiants en architecture en provenance de Louvain) désireuses de construire un habitat alternatif et attirées par un mode de vie communautaire dans la mouvance post-soixante-huitarde libertaire. Trois terrains furent « squattés » par des étudiants (un ancien verger, et deux zones arborées, dénommées : « les Bulles » et « le Jardin ») dans l'espace du hameau, avec l'aval du propriétaire.
C'est ainsi que sont apparues les premières « habitations ». Il s’agissait d'anciennes roulottes foraines, de bus (notamment de la STIB ou à double-étage), de caravanes, de cabanes géodésiques, de constructions en matériaux de récupération (anciennes serres à raisin en provenance de Hoeilaart) ou d'origines diverses (parpaings de béton, bois, verre, Eternit, terre, paille). Ces habitats insolites, après avoir été vaguement tolérés, furent finalement autorisés et le quartier de la Baraque bénéficia d'un statut spécial, obtenu de haute lutte par ses habitants en 1985 : le plan d'urbanisme d'Ottignies-Louvain-la-Neuve lui a octroyé le statut de « zone d'habitat expérimental », ce qui lui permit d'échapper à certaines règles d'urbanisme (ni plus ni moins que certains lotisseurs d'importance).
Au fil du temps, la population du quartier a évolué. D'abord majoritairement étudiante, elle s'est peu à peu diversifiée.
En 1980, une des zones « expérimentales », dite « du Verger », fut récupérée par l'université en vue d'y réaliser des habitations sociales. Une nouvelle zone – dénommée « le Talus » – fut alors ouverte par des habitants du Verger, toujours avec l'aval du propriétaire.
. Dès cette époque un petit élevage artisanal de moutons revit le jour dans le hameau à l'initiative d'habitants du Talus.  
Les travaux de réalisation des logements sociaux autour du Verger commencèrent en 1990.   
Fin des années quatre-vingt, le quartier de la Baraque participa au concours Qualité village organisé par la Fondation Roi Baudouin ; il y obtint une mention. 
Dans les années 1990 et 2000, le vieux hameau se voit adjoindre un nouvel ensemble d'habitations traditionnelles, autour de la boucle des Métiers.
Deux activités collectives se perpétuent chaque année au fil des décennies, pour la plus grande joie de ses habitants, la fête annuelle (fin juin début juillet) et la fabrication artisanale du cidre (en septembre).
À partir de 2006-2007 les autorités de la ville, de l'université et des chemins de fer belge, mettent en route un  important projet de développement urbains au Nord de la ville à proximité du quartier de la Baraque. Il s'agit d'un complexe d'habitation à appartement de standing, ("Quartier Courbevoie" comprenant 900 unités d'habitations et de bureaux ) posées sur une dalle (25000 m2) couvrant un parking enterré de 3000 places à destination des voyageurs de la SNCB (chemin de fer belge) utilisant la gare toute proche.  L'environnement rural du hameau est définitivement modifié, l'emprise du chantier vient grignoter quelques habitations de la zone du Talus.
Mise à part la disparition de quelques habitations l'intégrité du quartier est préservée en concertation avec les habitants.
En 2009 l'enquête publique démarre. Un fraction d'habitants de la "Boucle des métiers" auquel se mêlent des "baraquis", constitué en collectif (Urbaversquoi) s'opposent au projet et introduisent des recours au Conseil d'Etat. Lesquels après plusieurs années de luttes s'éteignent en 2012 par une transaction amiable. 
Le 2 décembre 2013 au matin les premiers engins de chantier entrent en action, le chantier démarre. A ce jour (28 mars 2021) le chantier dure toujours.
Le quartier de la baraque poursuit son existence.

## Expériences communautaires
Le quartier compte, outre la maison de quartier (le bar du zoo) : un atelier protégé, un groupe d'artisans (sculpture, danse, théâtre…), deux crèches, une maison franciscaine, un atelier de restauration de meubles anciens, un magasin bio… de nombreux potagers et serres individuelles. Il compte de nombreux artistes : musiciens, sculpteurs, chanteurs, photographes, peintres, réalisateurs, etc. mais aussi des plombiers, éducateurs, enseignants, thérapeutes…
En dehors des serres individuelles, le quartier possède également un jardin potager collectif dans lequel sont cultivés des légumes, des fruits et des fleurs. Mis à part cet aspect agricole, les habitants du quartier pratiquent aussi un élevage de proximité: des moutons, des chèvres et des poules fournissent du lait, des œufs et de la viande.
Les habitations souvent auto-construites, fourmillent de réalisations originales faisant une bonne place aux techniques propres à ce que l'on appelle aujourd'hui le développement durable. Ils ont été en ce sens des précurseurs.
Les objectifs initiaux qui guidèrent le développement de ce quartier sont :
- L'auto-construction,
- La réappropriation du temps et de l'espace,
- La vie communautaire,
- Le faible coût de fonctionnement,
- La gestion collective.

Les habitants du quartier de La Baraque se dénomment eux-mêmes « baraquîs », non sans une note de dérision et pour railler l'étroitesse d'esprit de ceux qui désignent généralement en Belgique par ce vocable une population de démunis aussi bien en termes de savoir que de richesse.

## Vie associative
Le quartier de la Baraque héberge de nombreuses associations aux finalités très variées. On citera notamment :
- Les ateliers de la Baraque qui organise des ateliers et stages artistiques pour enfants et adultes site web
- Le Service Volontaire International organisation de jeunesse active dans le volontariat international site web
- AlimenTerre une association  a pour objectif d’offrir à un large public, y compris les moins favorisés, l’accès à une alimentation saine site web

## Films documentaires
- Micha Wald, Kaléidoscope - Épisode 27 : Le quartier de « La Baraque » Louvain-la-Neuve, Belgique. Wajnbrosse Productions – Panic Productions – ARTE, 27 min, 2004[5]. voir en ligne
- Vinciane Zech et Virginie Saint-Martin, Quartier Libre : la Baraque, Dragons Films, 56 min, 2017[6]